# Euphyia plagiocausta
Euphyia plagiocausta är en fjärilsart som beskrevs av Turner 1904. Euphyia plagiocausta ingår i släktet Euphyia och familjen mätare. Inga underarter finns listade i Catalogue of Life.